# 魯比杜鎮區 (密蘇里州德克薩斯縣)
魯比杜鎮區（英語：Roubidoux Township）是位於美國密蘇里州德克薩斯縣的一個行政鎮區。

## 地方資料
魯比杜鎮區的面積為212.21平方千米，當中陸地面積為211.67平方千米，而水域面積為0.54平方千米。根據2020年美國人口普查的數據，當地共有人口1677人，而人口密度為每平方千米7.9人。